# Goubau-vezeték
A Goubau-vezeték egy aszimmetrikus tápvonal, nagyfrekvenciás energia nagy távolságra történő vezetésére használható. Ma már ritkán használják, teljesen kiszorították a jó minőségű, kis veszteségű koaxiális kábelek elterjedése. A Goubau-vezeték lényegesen kisebb veszteségű a mai koaxiális kábeleknél is, valamint a megvalósítása is jóval olcsóbb, viszont a külső zavarokra érzékenyebb.
Leginkább nagy teljesítményű, UHF tartományban működő adóberendezéseket kötöttek vele össze egy távolabbi, magas hegytetőre telepített antennával. Akár 10km-es távolság is áthidalható nagyon kis veszteséggel.

## Felépítése, működése
A Goubau-vezeték lényegében egy egyhuzalos tápvonal. Végpontjain {\displaystyle {\frac {\lambda }{2}}} átmérőjű és λ palásthosszúságú tölcsér található, maga a vezeték pedig egy vastag dielektrikummal bevont vezető.  A vezető és a dielektrikum átmérőjének aránya 1:2.5. A két végpont rövid koaxiális kábelhez csatlakoztatható, azon keresztül köthető össze az antennával és a rádióberendezéssel.
A Goubau-vezeték működése a felszíni hullámvezetésen alapul. A vezetéket körülvevő dielektrikum hatására az elektromágneses erőtér a vezető környezetében koncentrálódik. Magában a vezetőben és a műanyagköpenyben az energiának csak kis hányada terjed, nagy része a vezetéket körülvevő légtérben terjed. Az energia 90%-a egy kb. 0.7λ sugarú levegőhengerben áramlik. A levegőben történő energiaáramlás gyakorlatilag sugárzásmentes folyamat, és rendkívül kis veszteség jellemzi. Ennek a kis csillapítású energiaátvitelnek feltételei vannak:
- a Goubau-vezeték 1λ sugarú környezetében ne legyen sem fémes tárgy, sem nagyobb kiterjedésű másféle anyag.
- csak egyenes nyomvonalon vezethető, csak nagyon kis mértékben szabad meghajlítani (20°-nál nem lehet több), ha ez nem megoldható, szakaszolni kell, és a szakaszokat koaxiális kábellel összekapcsolni.

Mivel a dielektrikum anyaga polietilén, így tartós UV sugárzás hatására hamar elkezd romlani a dielektromos tulajdonsága. Ennek megelőzése céljából korommal pigmentálják.

## Technikai jellemzői
A Goubau-vezeték legelőnyösebb tulajdonsága, hogy vesztesége nagyságrendekkel kisebb, mint a koaxiális kábeleké. Szembetűnő, hogy a csillapítási értékeket km-es távolságra adják meg, nem pedig 100 m-re, mint a koaxiális kábelek esetében, és így is lényegesen kisebb értékek szerepelnek a táblázatban.
A határátmérő annak a léghengernek az átmérője, amelynek a Goubau-vezeték a tengelyét képzi. Mérete függ az üzemi hullámhossztól és a kábel tipusától. Az energiaátvitel ebben a léghengerben történik, gondoskodni kell róla, hogy ez a légtér üres legyen.
| Tipus       | Belső ér átmérő (mm) | Szigetelő átmérő (mm) | Csillapítás (dB/km)(MHz) | Csillapítás (dB/km)(MHz) | Csillapítás (dB/km)(MHz) | Csillapítás (dB/km)(MHz) | Határátmérő (m)(MHz) | Határátmérő (m)(MHz) | Határátmérő (m)(MHz) | Határátmérő (m)(MHz) |
| Tipus       | Belső ér átmérő (mm) | Szigetelő átmérő (mm) | 150                      | 200                      | 250                      | 500                      | 150                  | 200                  | 250                  | 500                  |
| ----------- | -------------------- | --------------------- | ------------------------ | ------------------------ | ------------------------ | ------------------------ | -------------------- | -------------------- | -------------------- | -------------------- |
| 2/5-9109.0  | 2                    | 4                     | 6.6                      | 8.17                     | 9.46                     | 17.2                     | 2.3                  | 1.6                  | 1.3                  | 0.6                  |
| 4/10-9111.0 | 4                    | 10                    | 4.3                      | 5.42                     | 6.54                     | 12.1                     | 2.1                  | 1.5                  | 1.3                  | 0.56                 |